# Philharmonie de Berlin
Pour les articles homonymes, voir Philharmonie.
La Philharmonie de Berlin (Berliner Philharmonie) est un ensemble de deux salles de concert situé dans le centre de Berlin, au sud-est du Großer Tiergarten, intégrant une salle de concert symphonique conçue par Hans Scharoun et inaugurée en 1963, et une salle de musique de chambre réalisée par Edgar Wisniewski d'après un projet de Scharoun et inaugurée en 1987. Elle est le siège de l'Orchestre philharmonique de Berlin qui fut sous la direction d'Herbert von Karajan de 1954 à 1989.
La conception extrêmement novatrice de la grande salle en a fait l'une des plus célèbres salles de concert au monde, et elle a eu une grande influence sur la construction des auditoriums au XXe siècle. La salle de musique de chambre, construite un quart de siècle plus tard, est basée sur les mêmes principes.

## Histoire

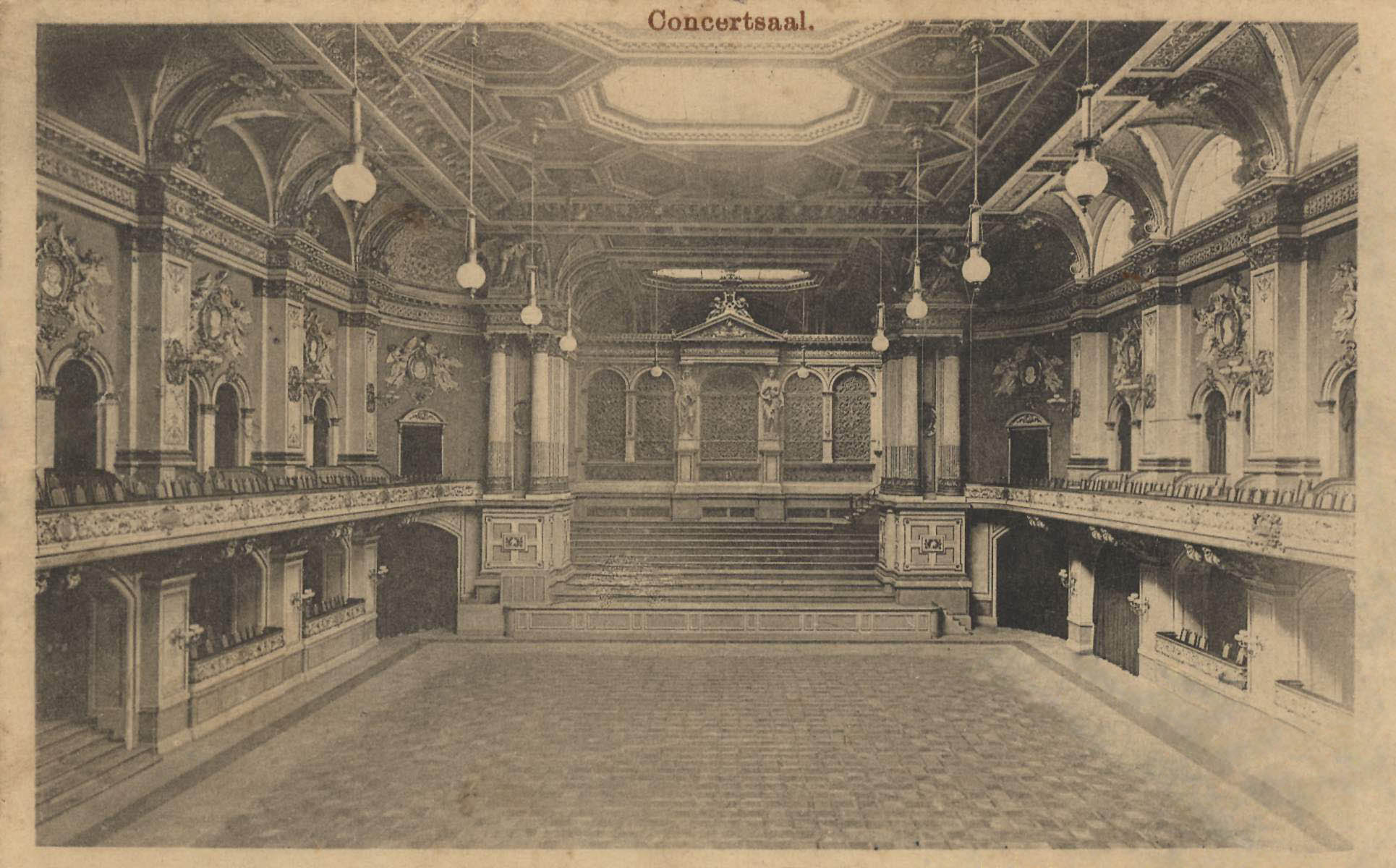
La salle de concert de l'ancienne Philharmonie de Berlin (carte postale de 1900).

L'ancienne Philharmonie de la Bernburger Straße, dans le quartier de Kreuzberg, est détruite pendant un raid aérien allié le 30 janvier 1944. Il s'agissait d'une ancienne patinoire, inaugurée le 23 février 1877 et transformée en salle de concerts. Utilisée initialement pour les présentations de l'Orchestre de la Cour de Meiningen, elle devient le site de l'Orchestre philharmonique de Berlin fondé en mai 1882. En 1888, la salle a été transformée suivant le projet de Franz Schwechten, l'architecte de la gare d'Anhalt toute proche. Elle a été particulièrement appréciée par les spectateurs et les artistes pour son extraordinaire acoustique. Le jour même de la destruction, Heinrich Schlusnus se présenta avec la Winterreise de Franz Schubert ; après cela, le bâtiment fut réduit en cendres.
Les concerts de l'orchestre sont transférés au Staatsoper jusqu'en 1945. Après la fin de la guerre, ils ont lieu au Titania-Palast, un ancien cinéma transformé en salle de concert, et à la Beethovensaal, mais la situation de l'orchestre reste précaire, et l'idée s'impose qu'une salle nouvelle doit être construite pour accueillir l'un des orchestres les plus prestigieux d'Allemagne.
En 1949, une Gesellschaft der Freunde der Berliner Philharmonie e.V. (Société des amis de la Philharmonie de Berlin) est créée pour rassembler des fonds et faire bâtir une nouvelle salle. La décision tarde cependant à venir, le projet de l'architecte Hans Scharoun est finalement choisi. Il s'intègre dans le Kulturforum de Berlin-Ouest, situé près du Mur, avec notamment la Staatsbibliothek zu Berlin de Scharoun et la Neue Nationalgalerie de Ludwig Mies van der Rohe. L'endroit choisi donne sur la Kemperplatz.
La première pierre est posée le 13 août 1961, et la salle est inaugurée le 15 octobre 1963 par une interprétation de la Neuvième Symphonie de Beethoven, avec Gundula Janowitz, Sieglinde Wagner, Luigi Alva et Otto Wagner. La salle fut vite surnommée par les Berlinois « Zirkus Karajani », en référence au Circus Sarasani d'avant-guerre et par référence à l'orgueil supposé d'Herbert von Karajan, directeur musical de l'orchestre, qui avait joué un grand rôle dans le choix de Scharoun.
Le logotype de l'Orchestre philharmonique de Berlin, adopté à cette époque, présente trois pentagones imbriqués ; il marque ainsi l'association de l'orchestre avec la salle, pentagonale, et reprend le mot de Scharoun selon lequel son projet musical associait « l'espace, la musique, l'Homme » (« Raum – Musik – Mensch »).
À partir de 1984, Edgar Wisniewski, élève de Scharoun, construit une salle de musique de chambre d'après une esquisse de Scharoun et conçue selon les mêmes principes. Elle est inaugurée le 28 octobre 1987 par une interprétation des Quatre Saisons de Vivaldi par la violoniste Anne-Sophie Mutter et des musiciens de l'orchestre dirigés par Karajan, en présence du chancelier fédéral Helmut Kohl.
Le 20 mai 2008 à 14 heures, lors d'un concert en matinée, un incendie prend du toit du bâtiment principal sans faire de victimes. Mais la salle en elle-même n'a pas été touchée.

## Architecture

### La grande salle
Philharmonie
| Lieu         | Tiergarten, Berlin      |
| Inauguration | 1963                    |
| Architecte   | Hans Scharoun           |
| Places       | 2440                    |
| Résidence    | Berliner Philharmoniker |

La grande salle est une sorte de chapiteau en forme de pentagone, large de soixante mètres et profond de cinquante. Au centre se trouve le podium, lui-même en forme de pentagone légèrement écrasé ; les spectateurs sont installés autour en plusieurs groupes de gradins qui s'élèvent vers les parois. L'agencement est asymétrique et irrégulier, comme s'il était le produit de la nature, et doit même évoquer un vallon avec des terrasses de vigne. De plus, beaucoup de « terrasses » ne sont pas exactement horizontales et penchent légèrement, ce qui montre l'importance de l'univers maritime dans l'œuvre de Scharoun, natif de Brême ; ceci se retrouve aussi dans la couleur des parois, en bois ocre très sombre, qui évoque celles d'une cabine à bord d'un navire.
Cette conception, outre qu'elle est l'une des meilleures illustrations de l'« architecture organique » de Scharoun, permet d'atténuer la distinction entre les musiciens et les spectateurs ; ils ne constituent plus qu'une communauté de mélomanes, concentrés sur la musique qui est mise au centre de l'espace. L'idée en a été suggérée à Scharoun par la vision de promeneurs se mettant en rond pour écouter un musicien.
La salle comporte deux-mille-quatre-cent-quarante-places assises : environ mille-trois-cents devant l'orchestre, deux-cent-soixante-dix derrière, trois-cents sur chaque côté, et environ deux-cents sur le podium même, éventuellement occupées par un chœur.
Le volume d'air par spectateur est l'un des plus élevés du monde, à 10 m3. Cependant, l'agencement des gradins permet à chaque spectateur de rester proche des musiciens, la distance entre les places les plus éloignées et le podium étant de vingt-huit mètres. L'acoustique est considérée comme excellente ; même les places les moins chères, situées en hauteur ou au fond des derniers gradins, permettent de jouir d'une très bonne qualité de son en même temps que de voir l'orchestre. Le bois est utilisé autant que possible, et de grands panneaux sont disposés en corolle au-dessus du podium, avec un ensemble de lampes de volume et de hauteur irrégulières.
La salle est équipée d'une cabine d'enregistrement, situé en hauteur à gauche du podium, et permet d'enregistrer ou de filmer un concert ou de le retransmettre en direct à la radio ou à la télévision, ainsi que d'utiliser la salle comme studio d'enregistrement. Lorsqu'un concert est filmé, le podium est surélevé.

#### L’orgue
Un orgue est installé à droite du podium, au niveau des derniers gradins.
| I Grand-Orgue C–a3   |         |
| Principal            | 16′     |
| Oktave               | 08′     |
| Doppelflöte          | 08′     |
| Rohrflöte            | 08′     |
| Oktave               | 04′     |
| Gedacktflöte         | 04′     |
| Nassat               | 02 2/3′ |
| Oktave               | 02′     |
| Mixtur major VI–VIII | 02′     |
| Mixtur minor IV      | 02/3′   |
| Bombarde             | 16′     |
| Trompete             | 08′     |
| Bassethorn           | 08′     |
| Tuba (en Chamade)    | 16′     |
| Tuba (en Chamade)    | 08′     |

| II Positif C–a3 |         |
| Quintadena      | 16′     |
| Principal       | 08′     |
| Spillpfeife     | 08′     |
| Gedackt         | 08′     |
| Oktave          | 04′     |
| Blockflöte      | 04′     |
| Waldflöte       | 02′     |
| Sesquialtera II | 02 2/3′ |
| Nassat          | 01 1/3′ |
| Mixtur IV–VI    | 01 1/3′ |
| Cymbel III      | 01 1/3′ |
| Cor anglais     | 16′     |
| Cromorne        | 08′     |
|                 |         |
| Tremulant       |         |

| III Récit (expressif) C–a3 |         |
| Bordun                     | 16′     |
| Holzflöte                  | 08′     |
| Gambe                      | 08′     |
| Gedackt                    | 08′     |
| Voix céleste               | 08′     |
| Principal                  | 04′     |
| Flûte douce                | 04′     |
| Quintflöte                 | 02 2/3′ |
| Nachthorn                  | 02′     |
| Terz                       | 01 3/5′ |
| Flageolett                 | 01′     |
| Forniture V                | 02 2/3′ |
| Scharffcymbel III          | 01/2′   |
| Trompete                   | 16′     |
| Trompete harmonique        | 08′     |
| Oboe                       | 08′     |
| Clairon                    | 04′     |
|                            |         |
| Tremulant                  |         |

| IV Solo (expressif) C–a3 |         |
| Salicional               | 08′     |
| Holzgedackt              | 08′     |
| Gemshorn                 | 08′     |
| Principal                | 04′     |
| Rohrflöte                | 04′     |
| Oktave                   | 02′     |
| Gemshorn                 | 02′     |
| Terz                     | 01 3/5′ |
| Quinte                   | 01 1/3′ |
| Septime                  | 01 1/7′ |
| Sifflöte                 | 01′     |
| None                     | 08/9′   |
| Scharff IV–V             | 01′     |
| Dulcian                  | 16′     |
| Voix humaine             | 08′     |
|                          |         |
| Tremulant                |         |

| Pédale C–g1   |         |
| Gravissima    | 64'     |
| Principal     | 32′     |
| Flötenbass    | 32'     |
| Principal     | 16′     |
| Flötenbass    | 16′     |
| Subbass       | 16′     |
| Zartbass      | 16′     |
| Oktave        | 08′     |
| Gedackt       | 08′     |
| Oktave        | 04′     |
| Rohrpommer    | 04′     |
| Bauernflöte   | 02′     |
| Hintersatz VI | 02 2/3′ |
| Posaune       | 32′     |
| Posaune       | 16′     |
| Fagott        | 16′     |
| Trompete      | 08′     |
| Schalmei      | 04′     |

Orgue de choeur
| Grand-Orgue (expressif) |     |
| Bourdon                 | 16' |
| Principal               | 08′ |
| Bourdon                 | 08′ |
| Gemshorn                | 08′ |
| Oktave                  | 04′ |
| Trichterflöte           | 02′ |
| Basson Hautbois         | 08′ |
|                         |     |
| Tremulant               |     |

| Positif (expressif) |         |
| Flûte harmonique    | 08′     |
| Salicional          | 08′     |
| Prinzipalflöte      | 04′     |
| Sesquialtera II     | 02 2/3′ |
| Waldflöte           | 02′     |
| Clarinette          | 08′     |
|                     |         |
| Tremulant           |         |

| Pédale  |     |
| Subbass | 16′ |

### La salle de musique de chambre
Kammermusiksaal
| Lieu         | Mitte, Berlin    |
| Inauguration | 1987             |
| Architecte   | Edgar Wisniewski |
| Places       | 1180             |

La salle de musique de chambre (Kammermusiksaal) est conçue selon le même principe que la grande salle, dans des dimensions évidemment plus réduites. Alors que la forme de la grande salle dérive d'un pentagone, la sienne est hexagonale : la scène est un hexagone, et deux séries de gradins partent de chacun des côtés jusqu'à la cloison.
Elle est particulièrement grande pour une salle consacrée à la musique de chambre, avec mille-cent-quatre-vingts places ; un petit orchestre peut même s'y produire. Cependant la bonne acoustique lui permet d'accueillir un récital de piano, de violoncelle ou de Lieder.
Un studio est installé sur la droite et permet, comme pour la grande salle, de réaliser enregistrements, films ou retransmissions.

### Le bâtiment

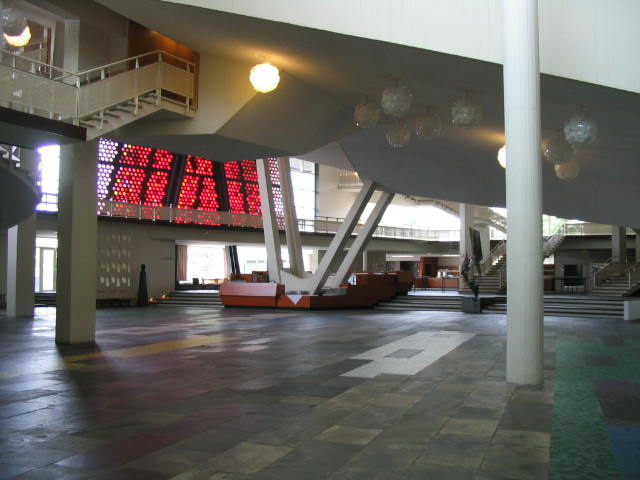
Foyer de la grande salle

Les foyers de la grande salle et de la salle de musique de chambre, qui constituent en fait un grand hall, illustrent également les principes de l'architecture organique. Les escaliers et les différents niveaux sont agencés de manière irrégulière et comme arbitraire, afin que le regard du visiteur y circule naturellement. Les grandes parois sont peintes en blanc, ce qui donne par contraste une impression de chaleur au moment de pénétrer dans la salle. À l'endroit des fenêtres, des pans de murs avec des centaines de petits trous laissent passer la lumière selon un dégradé de couleurs, chaudes au Nord et froides au Sud.

## Influence
La vision novatrice de Scharoun fera école, créant à côté du modèle en « boîte à chaussure » — représenté par exemple par le Musikverein de Vienne, le Concertgebouw d'Amsterdam et même l'ancienne Philharmonie de Berlin — un type d'auditorium où le public est réparti en gradins autour du podium orchestral ; cependant certaines salles négligent le caractère « organique » et établissent une forte symétrie. 
La conception de la Philharmonie de Berlin qui consiste à installer le public non pas devant l'orchestre mais autour de l'orchestre sera reprise pour la construction de la Philharmonie de Paris inaugurée en 2015, ainsi que pour d'autres salles de concert, notamment: 
- 1985 : Philharmonie im Gasteig, Munich
- 1986 : Philharmonie, Cologne
- 1986 : Suntory Hall, Tokyo
- 2003 : Walt Disney Concert Hall, Los Angeles
- 2017 : Elbphilharmonie, Hambourg

## Galerie

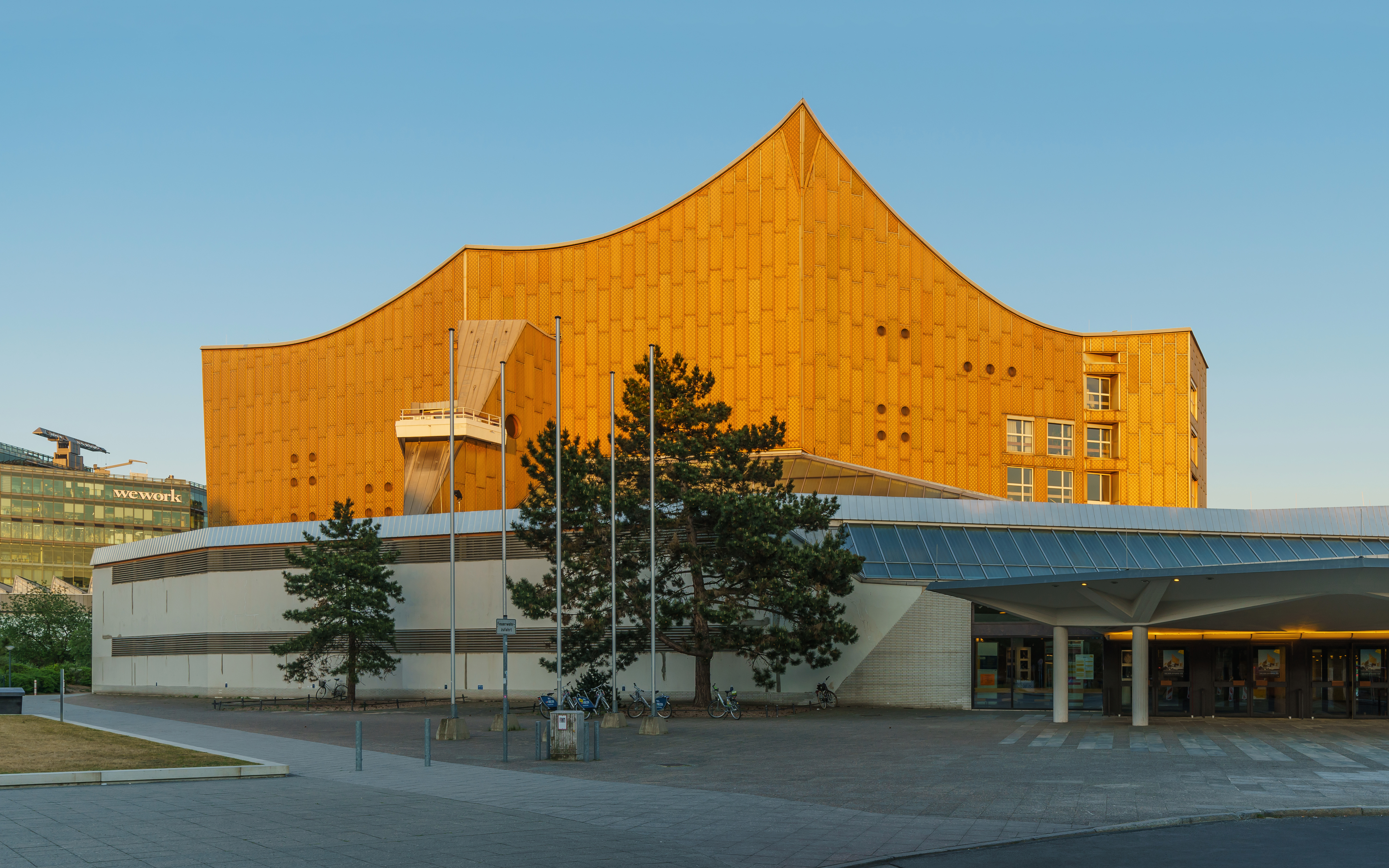
Vue extérieure de la grande salle
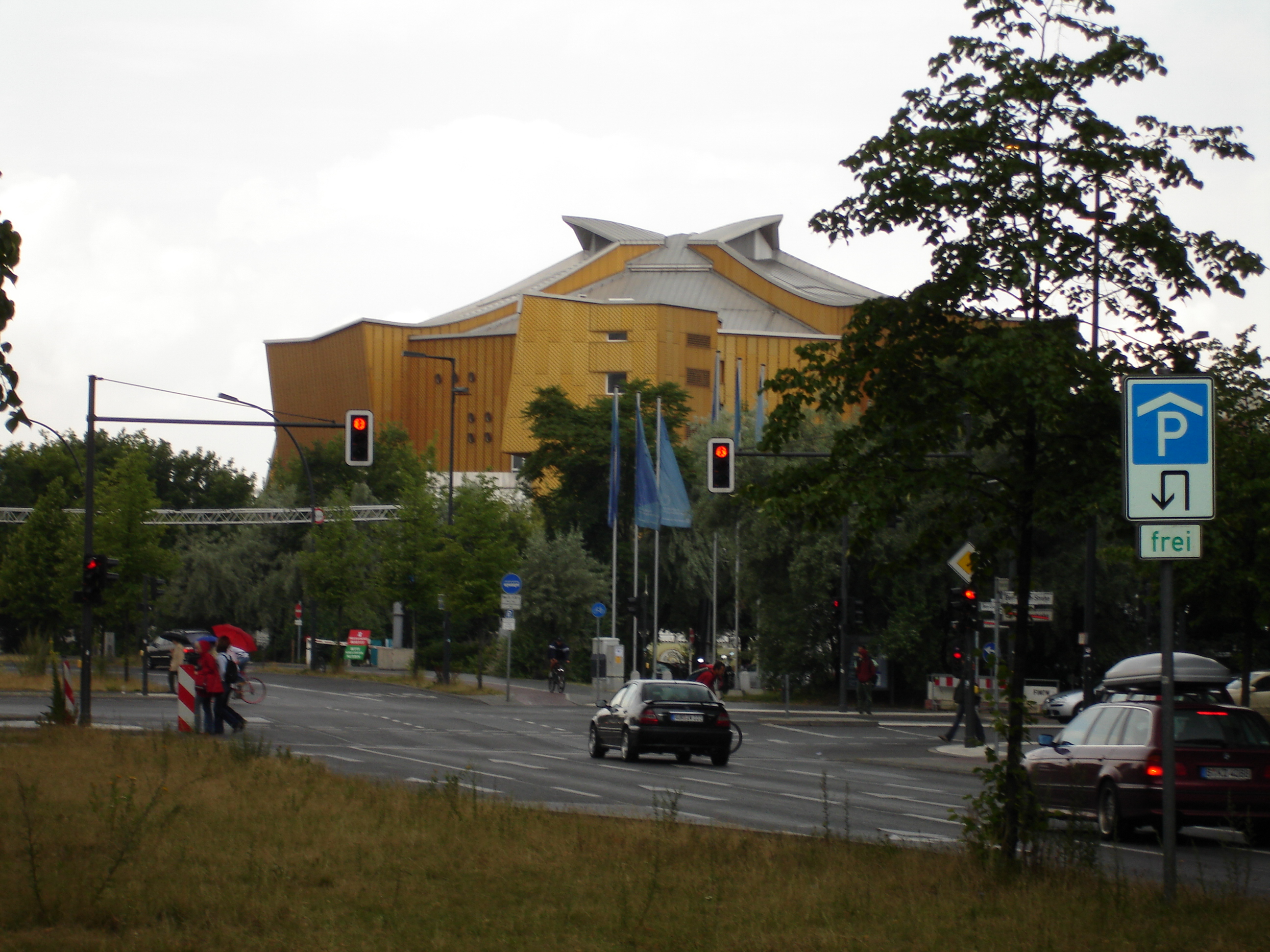
Vue extérieure de la salle de musique de chambre
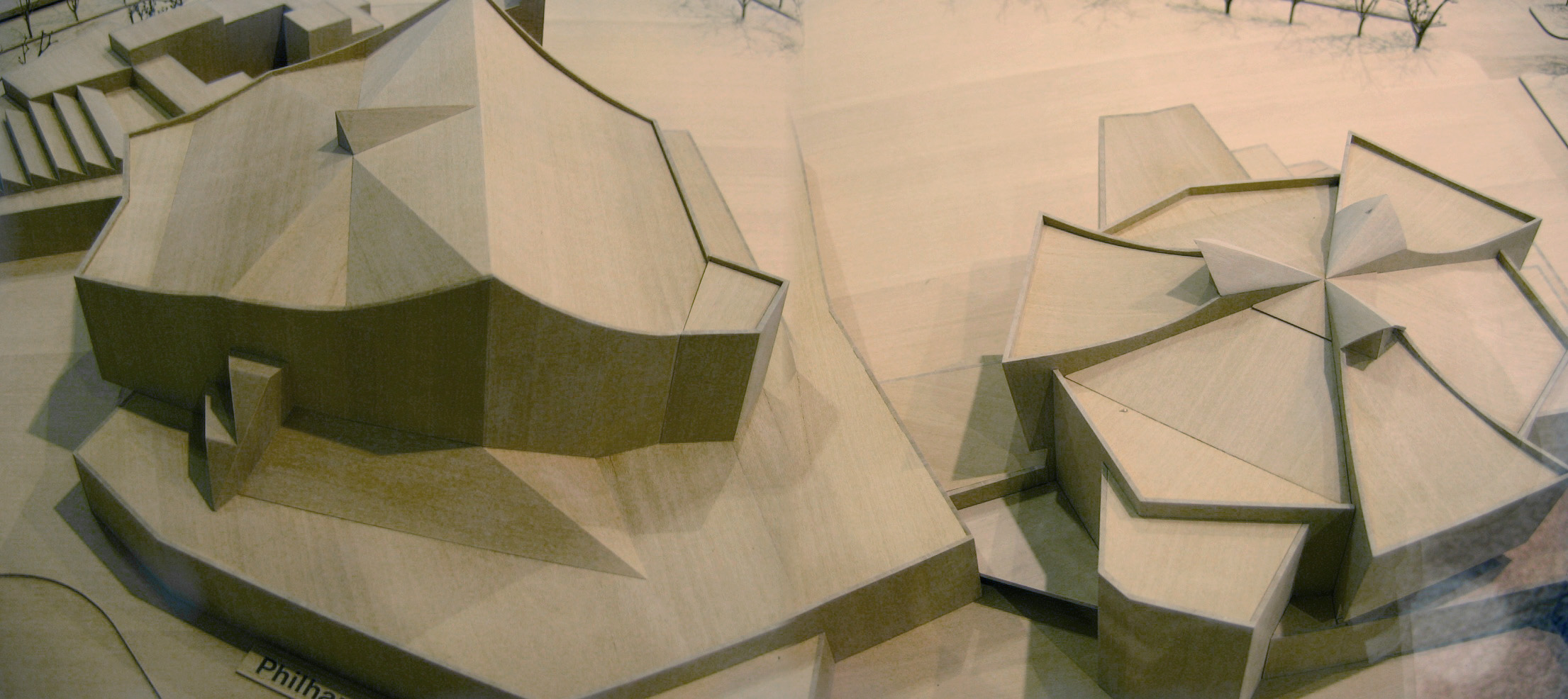
Maquette en bois de l'ensemble
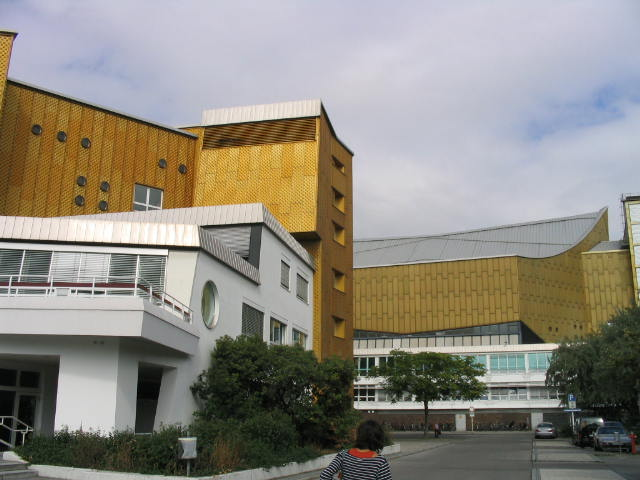
L'accès depuis le Kulturforum, avec la grande salle au fond
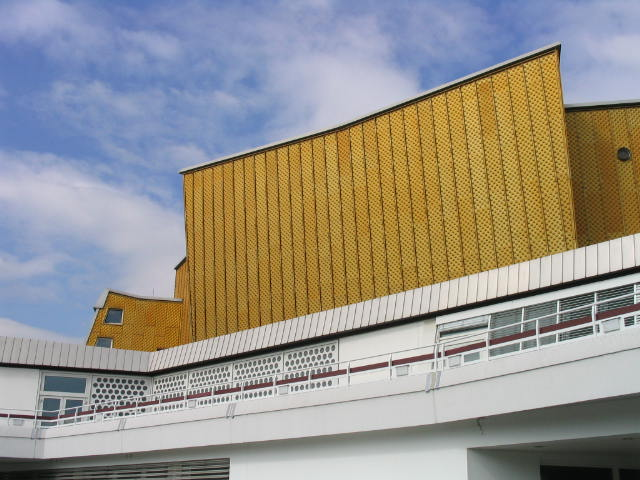
Détail extérieur de la salle de musique de chambre
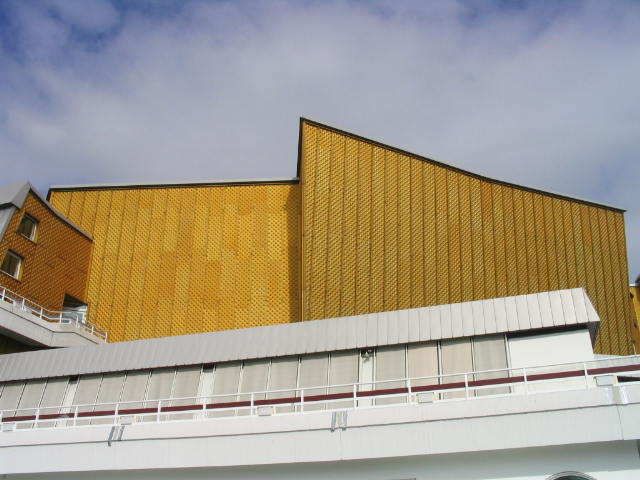
Détail extérieur de la salle de musique de chambre
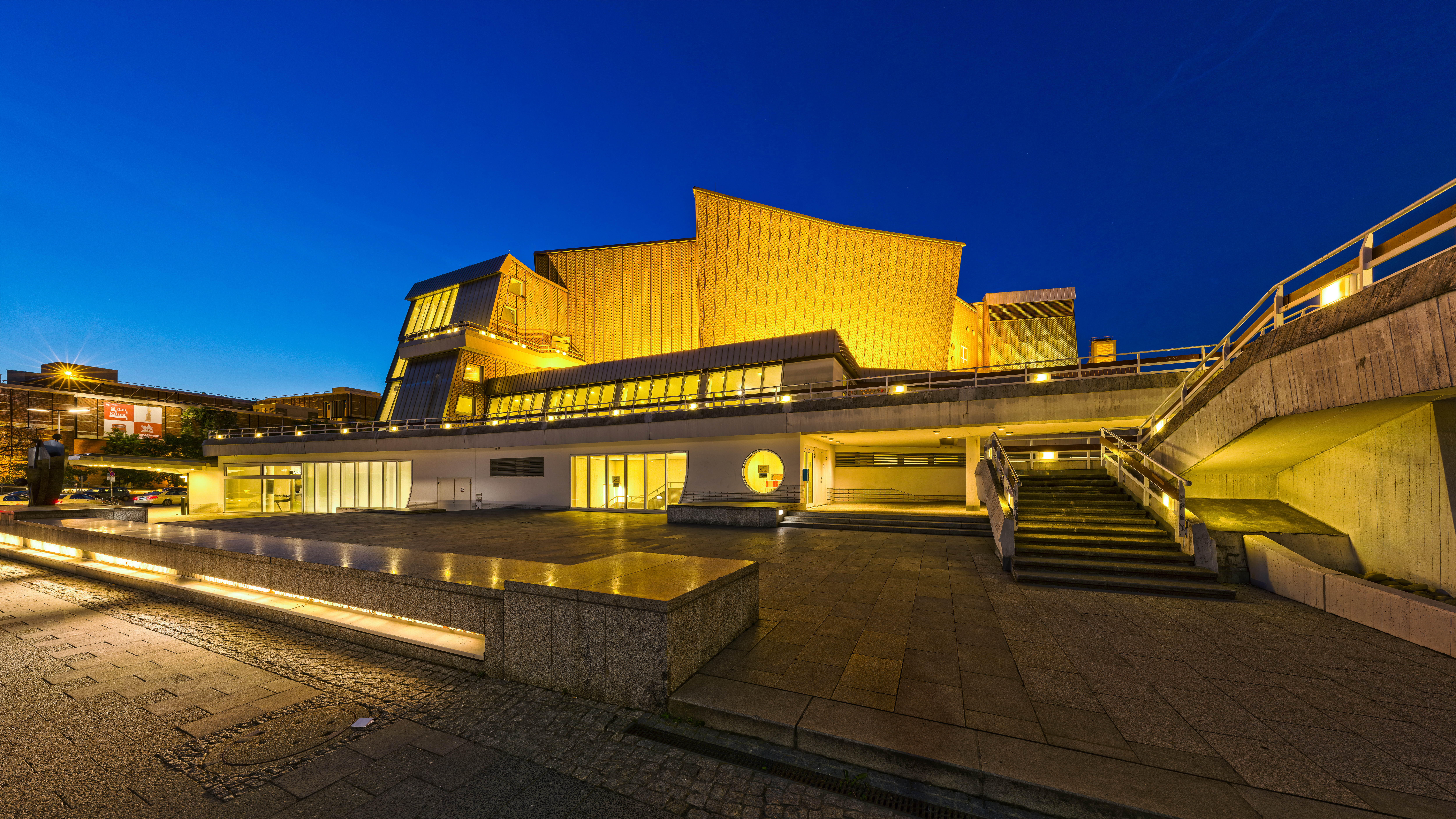
Facade sud-ouest, à l'heure bleue.